# توپچیسکو
توپچیسکو (به بلغاری: Topchiysko) روستایی در بلغارستان است که در استان بورگاس واقع شده‌است.